# Joybubbles
Joybubbles (* 25. Mai 1949 in Richmond, Virginia; Geburtsname Josef Carl Engressia, Jr.; † 8. August 2007 in Minneapolis) gilt als der vielleicht erste Phreaker und ist in diesem Zusammenhang unter den Spitznamen The Whistler und High Rise Joe bekannt. Er änderte seinen bürgerlichen Namen 1991 zu Joybubbles.

## Leben
Von Geburt an blind, hatte Joybubbles das absolute Gehör. Er hatte seit seinem vierten Lebensjahr eine Schwäche für Telefone und mochte es, unbelegte Telefonnummern anzuwählen, nur um sich die Fehlermeldung anzuhören. Einmal begann er einen Ton zu pfeifen, während er die Meldung hörte; die Verbindung wurde unterbrochen. Das wiederholte sich. Als er daraufhin AT&T anrief, erklärte ihm ein Ingenieur, dass Töne von 2600 Hz dazu benutzt würden, den Telefonvermittlungsanlagen Anweisungen zu geben. So lernte Joe, das Telefonnetz zu manipulieren, und begründete mit diesem Wissen jene Form des Hackens, die inzwischen unter der Bezeichnung Phreaking (Manipulationen des Telefonverkehrs, Telefongebührenbetrug) bekannt ist. Es wird erzählt, dass Phreaker aus aller Welt Joe anriefen, um ihre Blue Boxes auf die richtige Tonhöhe zu stimmen.
Sein Spitzname war „The Whistler“, weil es ihm gelang, kostenlos zu telefonieren, indem er einfach pfiff, was ihm weithin Bewunderung eintrug.
Engressia studierte Ende der 1960er-Jahre an der University of South Florida (USF), wurde jedoch der Universität verwiesen, nachdem er dabei erwischt worden war, Telefonanrufe, die er sich gebührenfrei zu erschleichen verstand, Freunden für einen Dollar pro Anruf vermittelt zu haben.
Kurz darauf wurde er jedoch rehabilitiert und schloss sein Studium mit einem akademischen Grad im Studienfach Philosophie ab.
Er selbst behauptete, er habe einen IQ von 172 gehabt. Joe Engressia wurde später Störungssucher im Netzwerkzentrum der Firma Mountain Bell in Denver, hatte aber in seinem ganzen Leben nie eine berufliche Tätigkeit von Rang und lebte schließlich von einer Erwerbsunfähigkeitsrente.
Im Mai 1988, als Engressia 39 Jahre alt war, entschloss er sich, Kind zu sein, und bestand seitdem darauf, er sei fünf Jahre alt. 1991 änderte er zudem seinen Namen von Joe Engressia in Joybubbles (Minneapolis civil court file 91-11464). Zu beiden Entscheidungen habe beigetragen, so erklärte Joybubbles in verschiedenen Interviews, dass er im Kindesalter von einer Lehrerin an einer Blindenschule in New Jersey (USA), einer Nonne, sexuell missbraucht worden sei; durch die Namensänderung wolle er seine Vergangenheit, insbesondere jenen Missbrauch, hinter sich lassen:

“[…] I kind of missed childhood. I had sexual abuse and stuff. I need healing, so I’m having my childhood now. I’m 5 years old forever.”

„Ich habe quasi die Kindheit verpasst. Ich wurde sexuell missbraucht und so. Ich brauche Heilung, also nehme ich meine Kindheit jetzt. Ich bin 5 Jahre alt für immer.“

Joybubbles bot in wöchentlichem Abstand über die US-amerikanische Telefonnummer 206-FEELING eine Erzählung an und nannte dieses telefonische Angebot „Stories and Stuff“.
Steve Wozniak, einer der Gründer der Computerfirma Apple, erwähnt in seinem Buch iWoz, Joybubbles habe ihn zu Beginn seiner Jahre auf dem College inspiriert.
Joybubbles lebte seit 1982 in Minneapolis und starb am 8. August 2007 im Alter von 58 Jahren in seiner dortigen Wohnung an einer Herzinsuffizienz.

## Zitat
“When you’re playing and you’re just you, powerful things happen.”

„Wenn du spielst und ganz du selber bist, geschehen gewaltige Dinge.“